# Omotes punctatissima
Omotes punctatissima là một loài bọ cánh cứng trong họ Cerambycidae.